# Hälleberg
Hälleberg (Helleberg) är en ort i Alsens socken, Krokoms kommun, Jämtland. Byn är belägen nordväst om socknens centrala delar, nära Hällberget.

## Historia
Till skillnad från flera andra byar i centrala Alsen omnämns Hälleberg först på 1500-talet. Helgeberg omnämns första gången 1544 och byns namn tros syfta på mansnamnet Helge.

## Näringsliv
Byns näringsliv har dominerats av jordbruket. Under 1900-talet spelade byns hotell en viktig roll. I Hälleberg finns bland annat småskalig chokladtillverkning.